# Uvaia
A uvaia, também conhecida como ubaia, uvalha, uvaieira ou uaieira, é uma planta da família Myrtaceae. Eugenia pyriformis é a espécie mais comum de uvaia, embora existam mais de 20 espécies. Algumas das espécides são: Uvaia-Rugosa, Uvaia-Rugosa-Azeda, Uvaia-Rugosa-Doce-Tardia, Uvaia-Amarela-Clara-Doce (quase sem acidez), Uvaia-Pera (Eugenia pyriformis), Uvaião (fruta bonita, ácida, com sabor residual que lembra cebola), Uvaia-Rugosa-Precoce, Uvaia-Perinha (Eugenia lutescens, que junto com a Uvaia-Rugosa, originou a Uvaia-Rugosa-Doce), Uvaia-de-Patos, Uvaia-da-Casca-Dura e muitas mais variedades raras.
O seu fruto também é chamado de "uvaia" e "ubaia". Pode chegar aos 13 metros de altura (no bioma Caatinga não costuma ultrapassar os 5m) e com 30 a 50 centímetros de diâmetro do tronco. É uma espécie com origem no Brasil, ocorrendo nos estados do Ceará, Rio Grande do Norte, Paraná, Rio Grande do Sul, Santa Catarina, São Paulo, Espírito Santo e Minas Gerais.

## Etimologia
"Uvaia" e "ubaia" derivam do tupi ybaia, que significa "fruto ácido, azedo". (De yba, fruto, ai, azedo, e -a, sufixo substantivador.)

## Sinonímia botânica
Lista de sinônimos botânicos segundo o Reflora.
- Heterotípico Eugenia albotomentosa Cambess.
- Heterotípico Eugenia conceptionis (Kuntze) K.Schum.
- Heterotípico Eugenia dumicola Barb.Rodr.
- Heterotípico Eugenia hassleriana Barb.Rodr.
- Heterotípico Eugenia phlebotomonides Kiaersk.
- Heterotípico Eugenia turbinata O.Berg
- Heterotípico Eugenia uvalha Cambess.
- Heterotípico Eugenia vauthiereana O.Berg
- Heterotípico Eugenia viminalis O.Berg
- Heterotípico Luma turbinata (O.Berg) Herter
- Heterotípico Myrciaria dumicola (Barb.Rodr.) Chodat & Hassl.
- Heterotípico Myrtus conceptionis Kuntze
- Heterotípico Stenocalyx lanceolatus O.Berg
- Homotípico Myrtus pyriformis (Cambess.) Parodi
- Homotípico Pseudomyrcianthes pyriformis (Cambess.) Kausel

## Descrição
A uvaieria é normalmente um arbusto ou árvore pequena, mas nas condições certas pode ter até 18 metros de altura. e tronco (único ou bifurcado) de 35cm de diâmetro. Tem folhas simples (2 cm a  6 cm de comprimento  e 1 cm a 2 cm de largura),  consistência cartácea de formato oblongo-lanceolada.
A floração ocorre entre os meses de agosto e dezembro, frutificando entre setembro e janeiro. As flores são brancas, de natureza hermafrodita, solitárias ou em cachos. É típica de florestas ombrófilas densas, florestas estacionais semideciduais, mata ciliar, caatinga e cerrado.
O fruto é amarelo, arredondado, contendo uma a três grandes sementes em seu interior (2 a 4cm de diâmetro). Este pode estar coberto com uma pele lisa ou aveludada (dependendo da espécie). O fruto é muito perecível, principalmente quando apanhado com as mãos nuas. Em poucas horas fica estragado.
| Valor nutricional               | Quantidade |
| ------------------------------- | ---------- |
| Energia (Kcal)                  | 24-50      |
| Carboidratos (g/100g)           | 6,8        |
| Gordura total (g/100g)          | 0,4        |
| Acidez (%)                      | 1,53       |
| Proteínas (g/100g)              | 1,7-2,0    |
| Fibras totais                   | 1,4-2,0    |
| Sólidos solúveis totais (ºBrix) | 6-12,5     |
| Fonte: Portal TODAFRUTA         |            |

## Utilização
A uvaia tem alto teor de vitamina C (cerca de quatro vezes mais do que a laranja). Tem a polpa muito delicada, com a casca bem fina, de um amarelo-ouro ligeiramente aveludado. O aroma é suave e muito agradável. Um dos grandes problemas desse fruto é que amassa, oxida e resseca com facilidade, por isso não é muito encontrada em supermercados. Seus frutos são comestíveis, embora muito ácidos, mas apreciados para o consumo na forma de sucos, razão pela qual ser cultivada em pomares domésticos.
São também avidamente consumidos por várias espécies de pássaros, o que a torna bastante recomendável para reflorestamentos heterogêneos destinados à recomposição de áreas degradadas de preservação permanente. A uvaia é utilizada em projetos de reflorestamento (áreas degradadas, preservação permanente e plantios mistos) e paisagismo (ornamental e pomar doméstico). Sua madeira é empregada apenas localmente para moirões, estacas, postes e lenha.

## Plantio
A coleta de suas sementes é feita diretamente da árvore quando começa a queda espontânea dos frutos, ou então elas são recolhidas do chão (durante a época da frutificação). As sementes tornam-se pouco viáveis após secagem, razão pela qual se tem mais sucesso em semear logo após apanhar (após lavagem da semente).
O crescimento da muda é médio. O plantio é em mata ciliar e área aberta.